# Kintomo Mushanokōji
Kintomo Mushanokōji, né le 29 août 1882 à Tokyo et mort le 21 avril 1962 au Japon, est un diplomate japonais.

## Biographie
Il est le troisième enfant d'une famille de la noblesse japonaise ; son frère cadet est l'écrivain Saneatsu Mushanokōji. Il est diplômé en droit de l'université de Tokyo.
En 1930, il prend part à la délégation japonaise participant à la 11e session ordinaire de l'Assemblée de la Société des Nations, et à celle participant à la session spéciale de l'Assemblée, convoquée à la suite d'une requête du gouvernement chinois. Entre 1929 et 1933, il est ambassadeur du Japon en Suède et ambassadeur non-résident en Finlande ; à ce titre, il signe au nom du gouvernement japonais une convention concernant certaines questions relatives aux conflits de lois sur la nationalité (12 avril 1930). Entre 1934 et 1937, il est ambassadeur du Japon en Allemagne, représentant son pays en 1936 lors de la signature du pacte anti-Komintern.
Après la Seconde Guerre mondiale, il est renvoyé de la fonction publique par les autorités d'occupation. De 1952 à 1955, il est président de la Société nippo-allemande.

## Décorations et hommages
- Grand-croix de l'ordre royal de l'Étoile polaire (Suède)
- Il porte le titre de vicomte.

## Source
- (en) Cet article est partiellement ou en totalité issu de l’article de Wikipédia en anglais intitulé « Kintomo Mushanokōji » (voir la liste des auteurs).